# Reformistas por Europa
Reformistas por Europa (Riformisti per l'Europa) fue una pequeña formación política socialdemócrata italiana.
Se formó en 1997 como una esción de Unión Democrática. La mayoría de sus miembros provenían del Partido Socialista Italiano (PSI) y su líder fue Giorgio Benvenuto, exsecretario del PSI.
En 1998, se fusionó con el Partido Democrático de la Izquierda y de otros grupos para formar Demócratas de Izquierda (DS); dentro de DS se convirtió en una corriente bajo en nombre de Europa Riformista.
- Datos: Q3179217